# خنافس خوذية
خنافس خوذية أو خنافس الأوراق سلحفائية الشكل (الاسم العلمي: Cassidinae)، فُصيلة حشرات خنفسية من غمديات الأجنحة وفصيلة خنافس الورق.